# Polideportivo de Zacatelco
El Polideportivo de Zacatelco, se encuentra ubicado en Zacatelco, en el estado mexicano de Tlaxcala. Se trata de un centro deportivo y recreativo en el que se llevan a cabo torneos deportivos locales y estatales, entre otras actividades. Es la obra de infraestructura deportiva más importante de la década de los años 2010 en el municipio de Zacatelco.
Fue inaugurado el 21 de junio de 2019 por el gobernador de Tlaxcala, Marco Antonio Mena Rodríguez, y por el alcalde de Zacatelco, Tomás Orea Albarrán. Para la construcción del complejo se invirtieron cerca de 19.1 millones de pesos mexicanos.
El polideportivo se construyó sobre un área de al menos 5 000 metros cuadrados, el edificio principal es de dos plantas, donde se encuentran salas para actividades de capacitación culturales, lúdicas y artísticas. También cuenta cuenta con una ludoteca, una sala multifuncional techada de 970 metros cuadrados para la práctica de deportes como baloncesto, tenis y fútbol sala.

## Historia
La construcción del centro deportivo fue anunciada en 2018 y fue concluida a mediados del 2019, el árae del terreno contó con área aproximada de 5 000 metros cuadrados, en el que se invirtieron cerca de 20 millones de pesos mexicanos por parte del gobierno estatal y municipal, el polideportivo se encuentra sobre la Carretera Federal 119. A su inauguración asistió el entonces gobernador de Tlaxcala, Marco Antonio Mena Rodríguez, así como el alcalde de Zacatelco, Tomás Orea Albarrán.
Del mismo modo se contó con la asistencia del titular de la Secretaría de Obras Públicas, Desarrollo Urbano y Vivienda (SECODUVI), Francisco Javier Romero Ahuactzi, Luz Vera Díaz, Presidenta de la Comisión Permanente del Congreso del Estado; los diputados locales María Isabel Casas Meneses, Lourdes Montiel Cerón, Irma Yordana Garay Loredo, Zonia Montiel Candaneda, Víctor Manuel Báez López y Miguel Ángel Covarrubias Cervantes.
Durante la pandemia de COVID-19 que asotó a México y el mundo, el complejo polideportivo sirvió como uno de los centros de vacunación de Zacatelco, durante las Brigadas Correcaminos del Gobierno federal de México a lo largo del 2020 y 2021.

## Instalaciones
El complejo deportivo consta en su interior de una sala techada de baloncesto y fútbol sala, servicios de guardería y una ludoteca, baños, duchas, vestidores, un tablero electrónico y gradas con butacas individuales. En el exterior se cuenta con un teatro al aire libre, cancha de frontenis, una cancha multifuncional de baloncesto, voleibol o fútbol, gradas, un área de halfpipe para la práctica de monopatinaje, así como juegos infantiles multifuncionales y una jaula para práctica de bateo.

## Galería

Polideportivo de Zacatelco
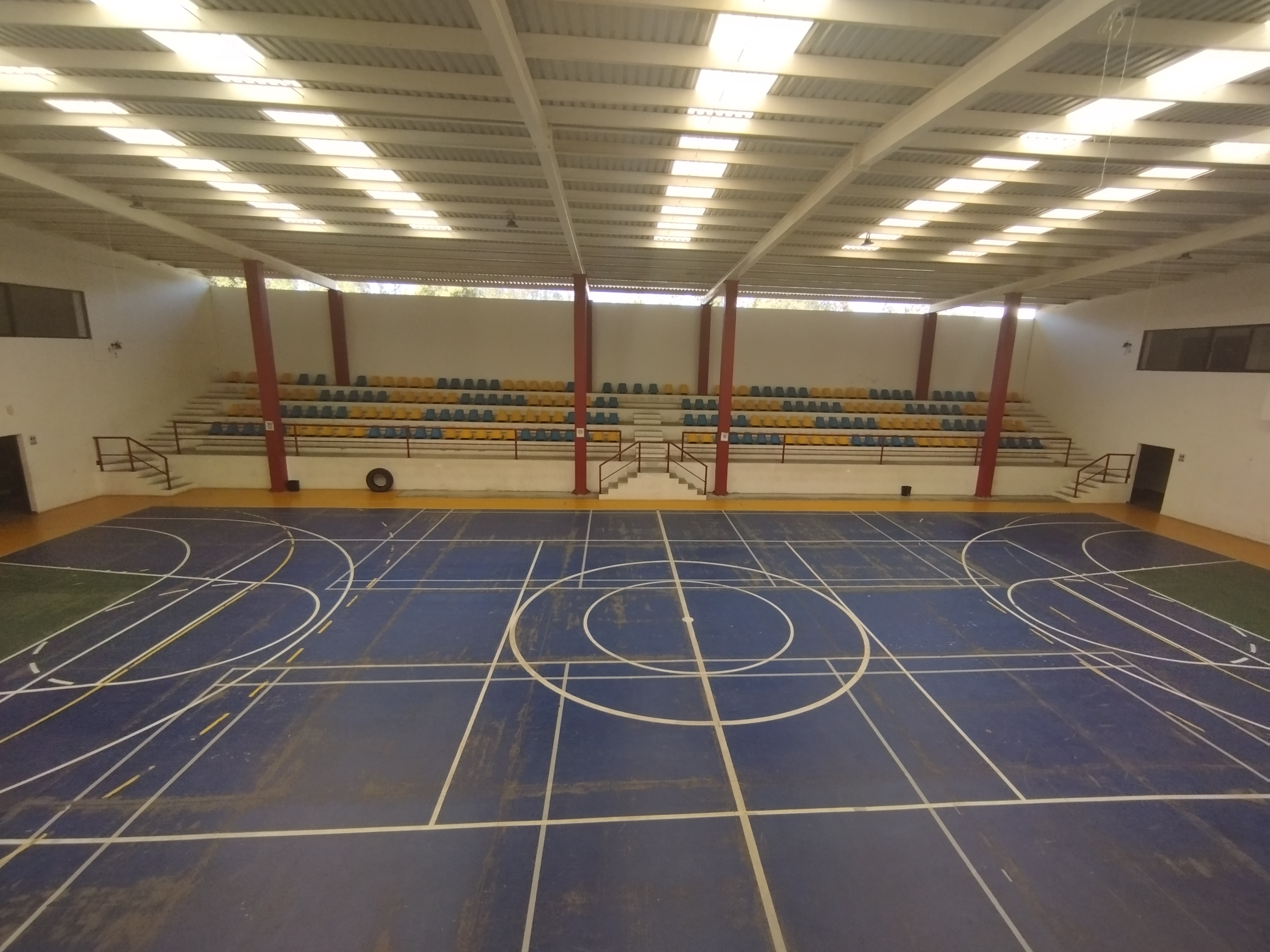
Sala de fútbol y baloncesto.
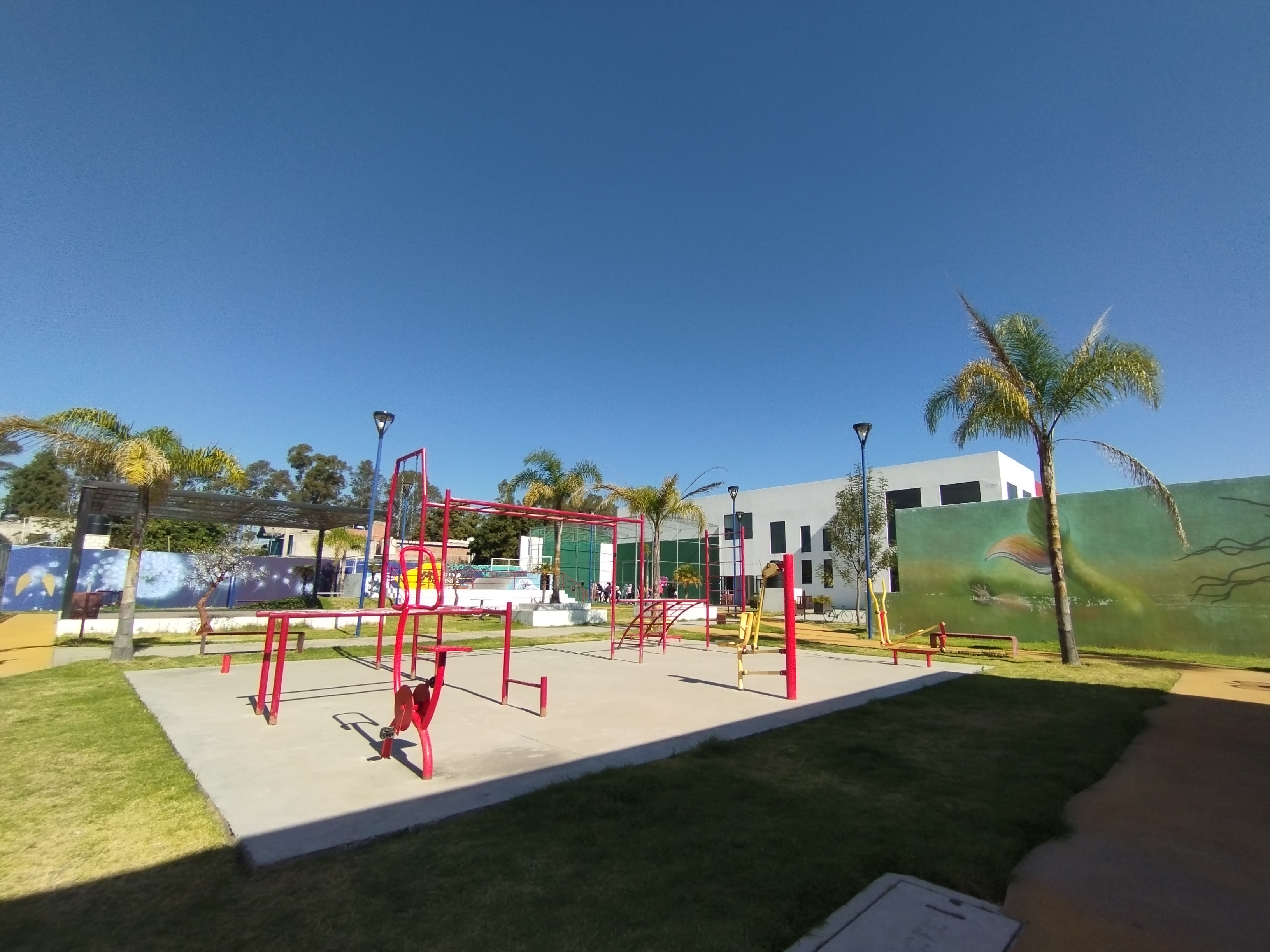
Gimnasio al aire libre
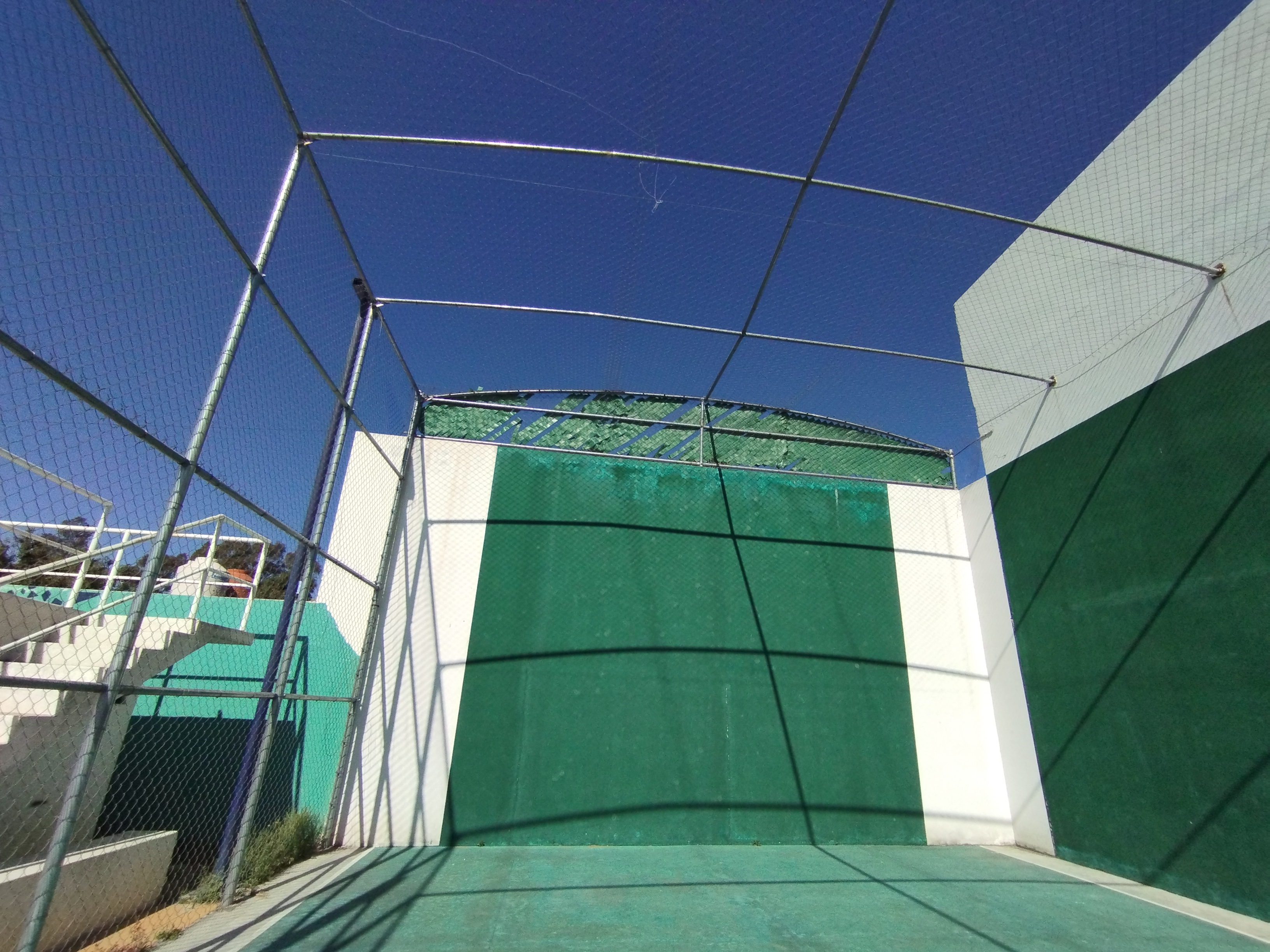
Cancha de frontenis.
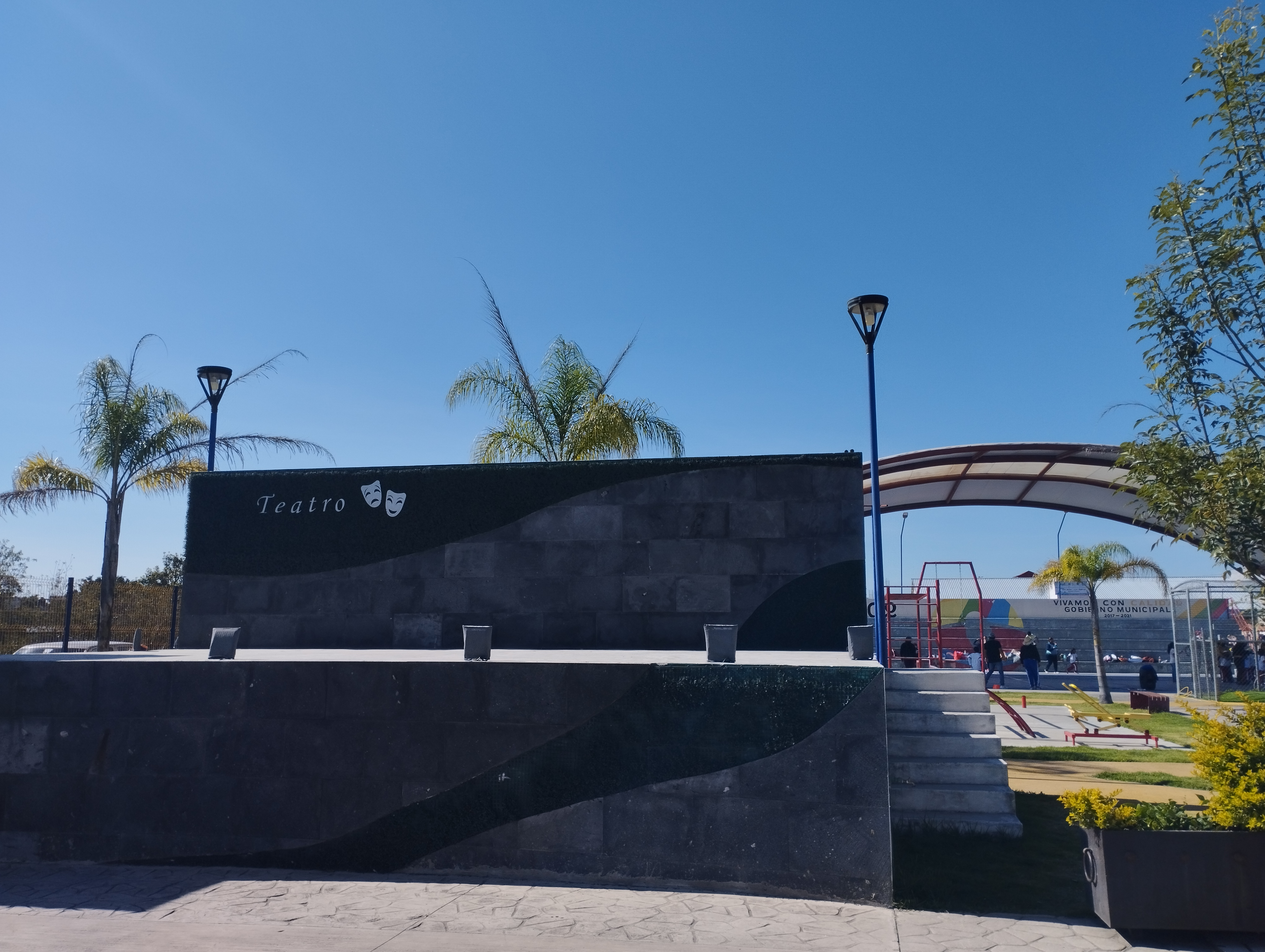
Teatro al aire libre.
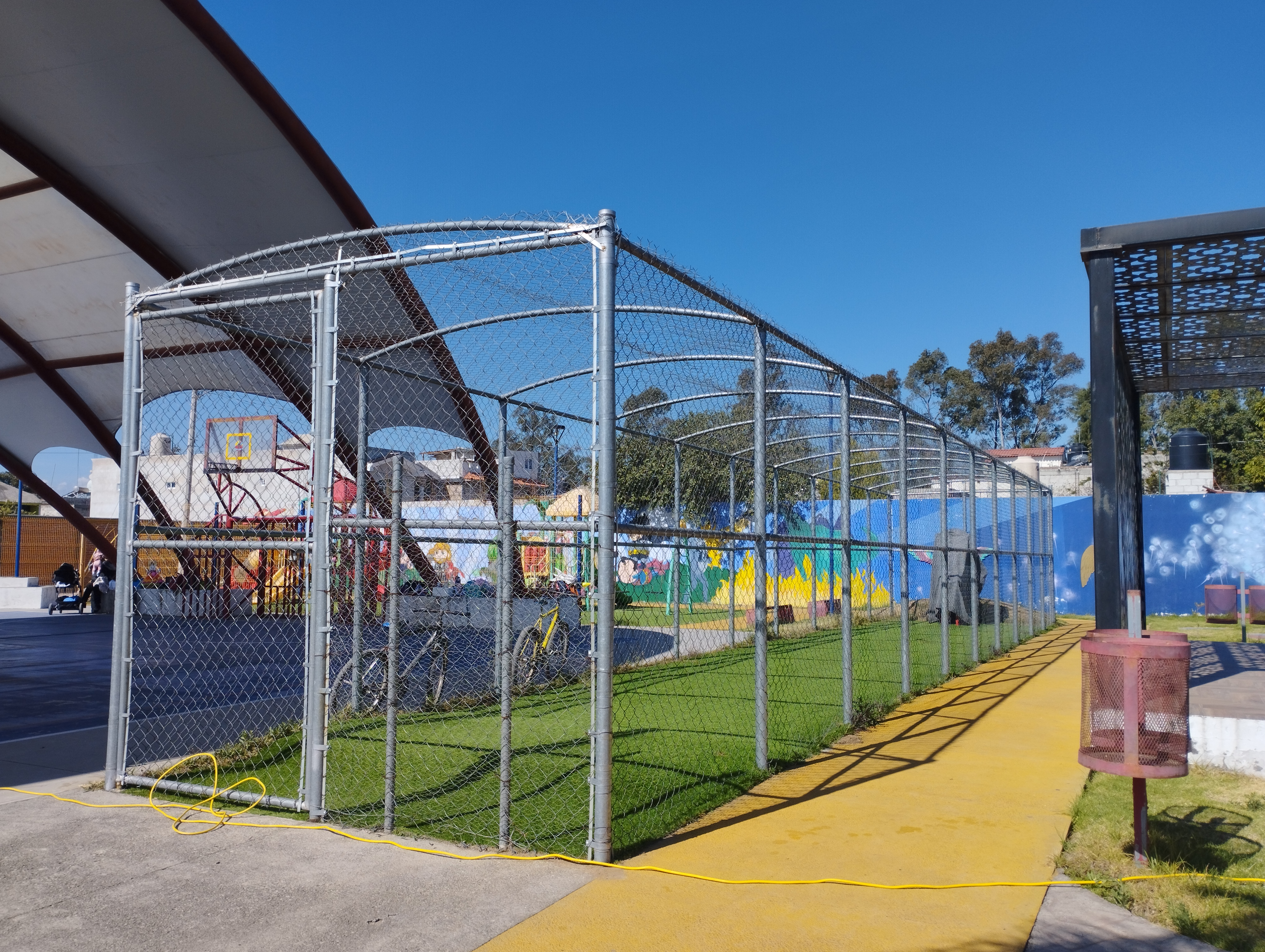
Jaula de bateo.
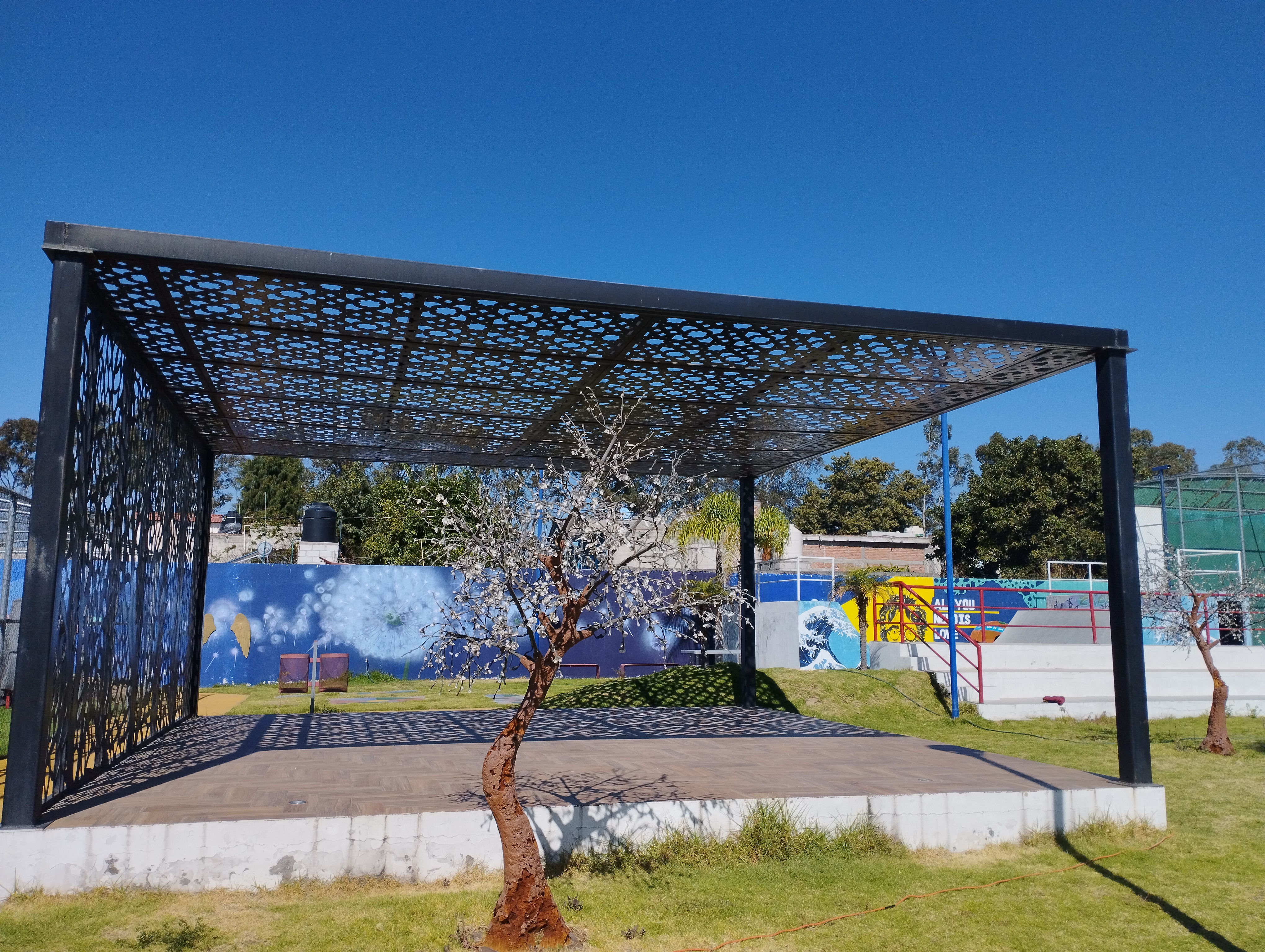
Área de yoga.
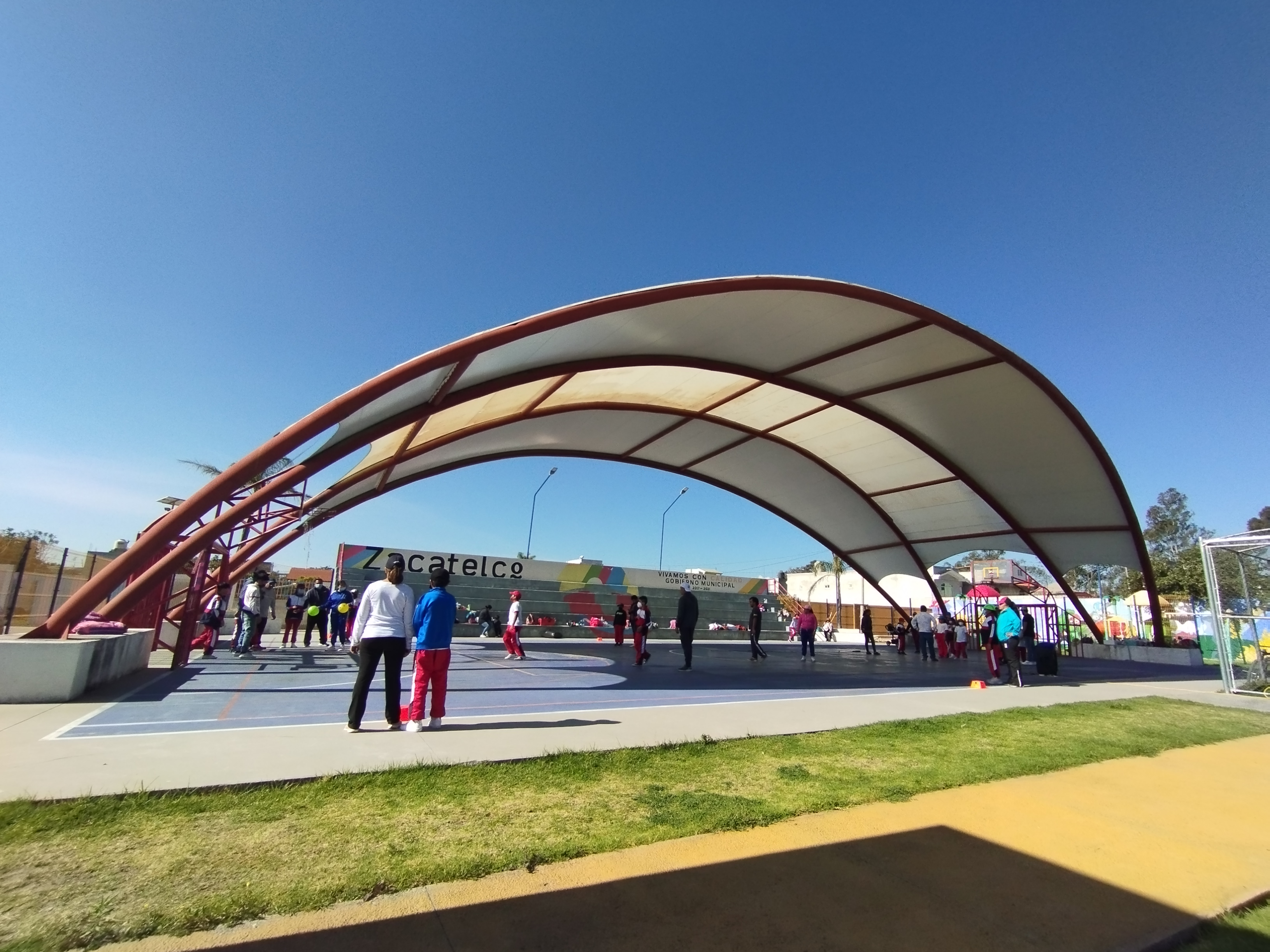
Cancha de baloncesto.
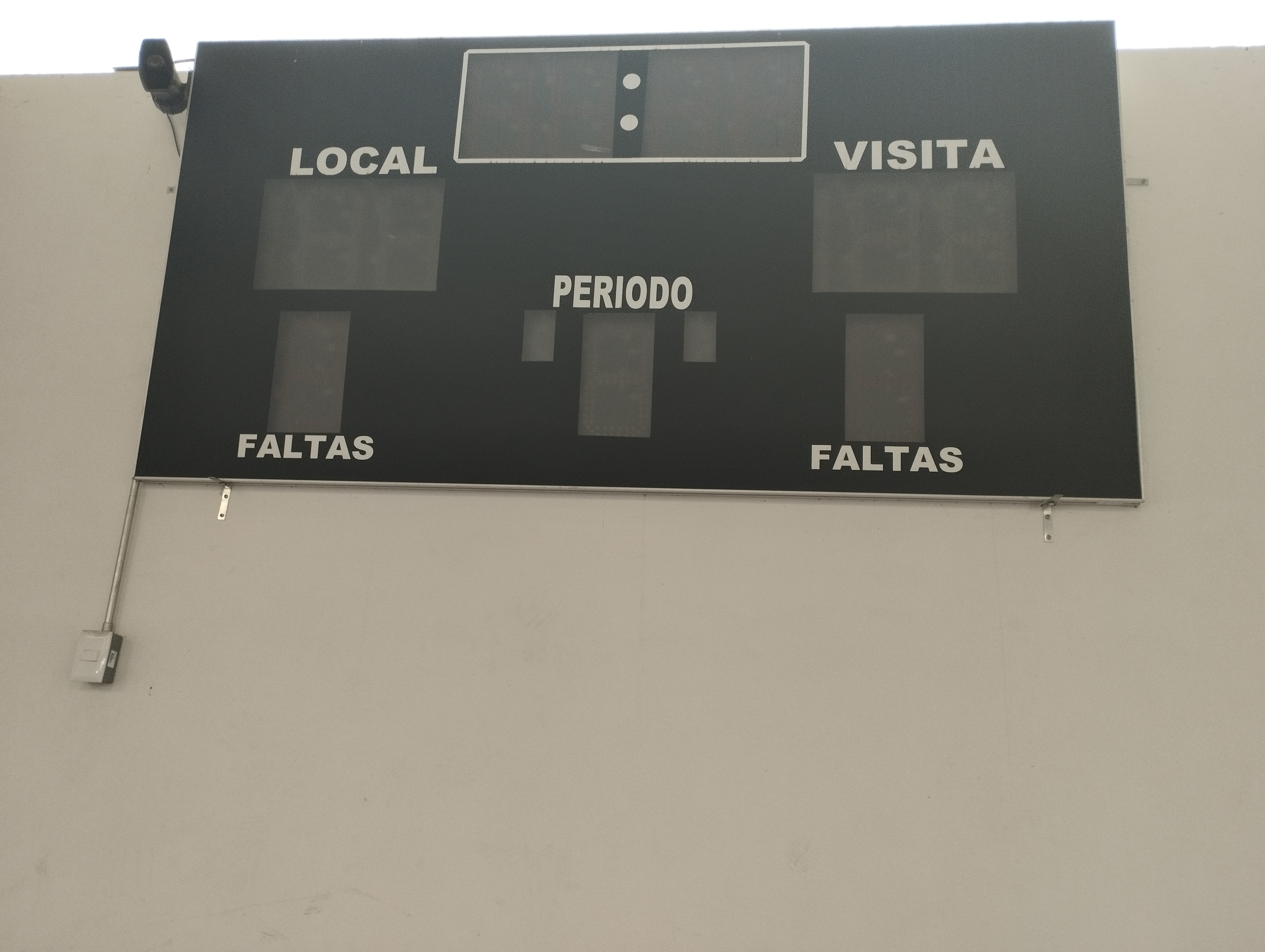
Tablero electrónico.
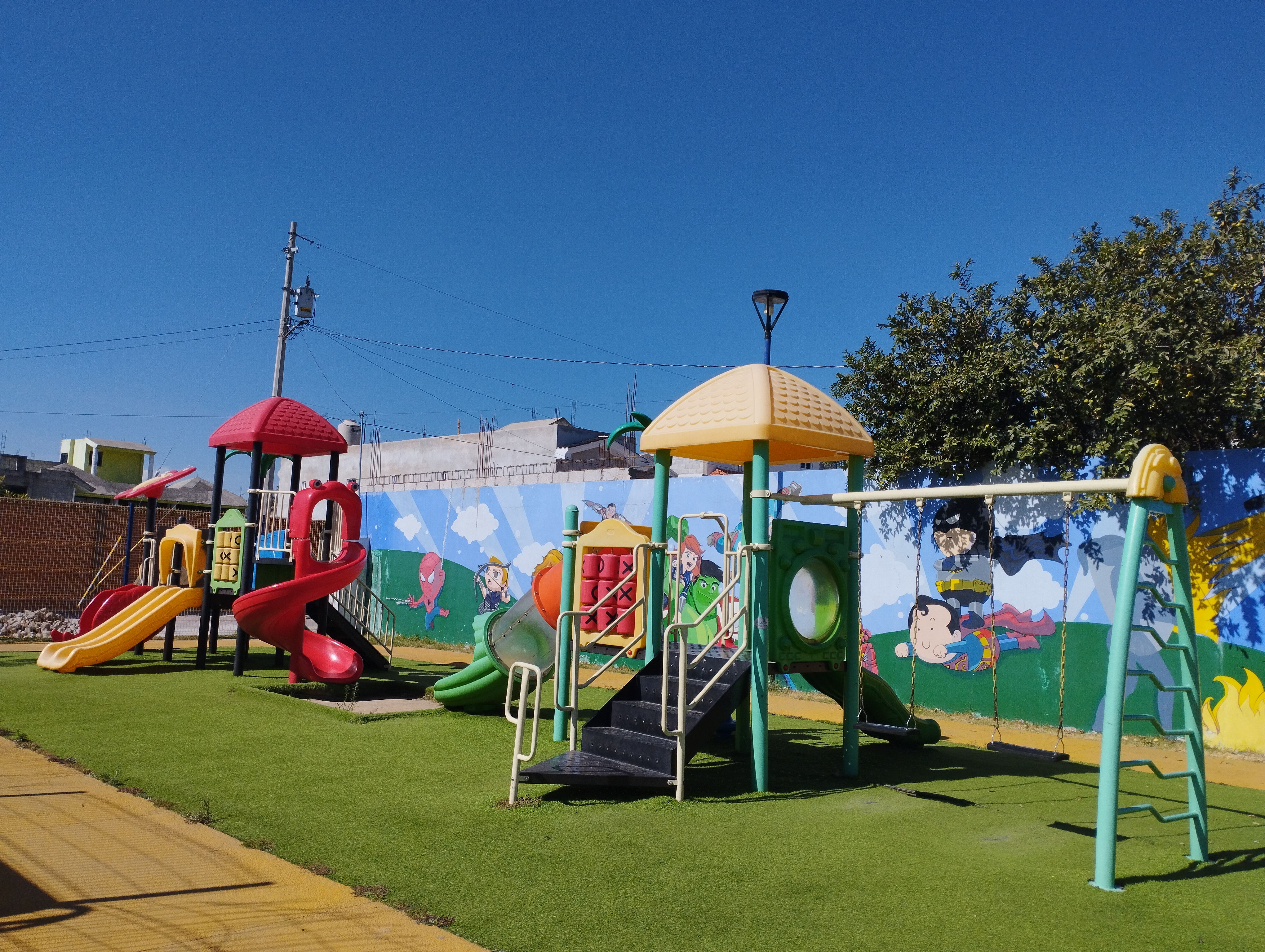
Juegos infantiles.
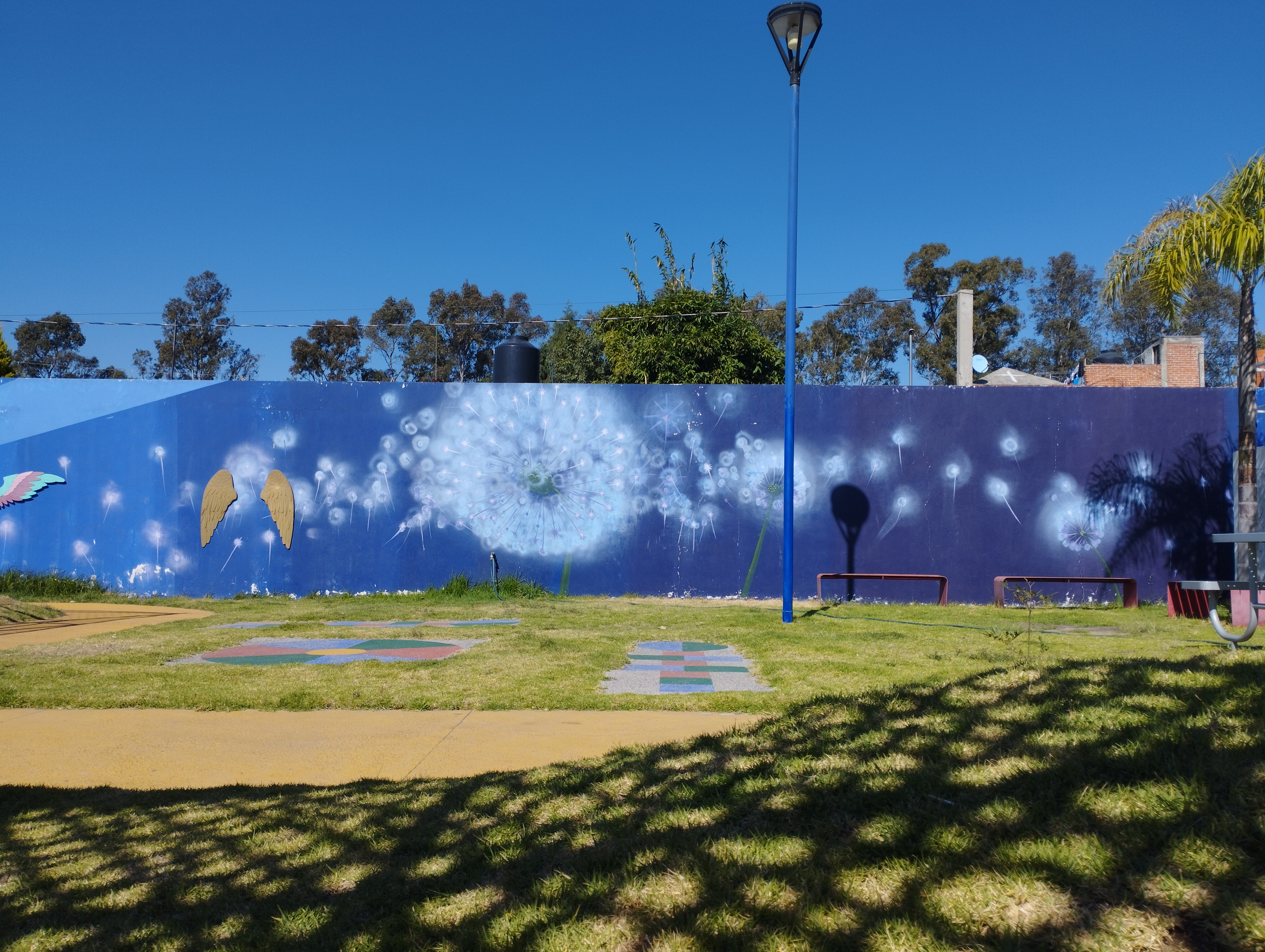
Mural artístico.